# History 2
History 2 (o simplemente H2) es un canal de televisión por suscripción latinoamericano de origen estadounidense que emite documentales históricos con un enfoque internacional. Es el canal hermano de History.
En Latinoamérica, es controlado por A+E Networks Latin America y distribuido actualmente para la región por Ole Distribution, una empresa formada entre Ole Communications y Warner Bros. Discovery. Es la señal reemplazante de Sony Spin y Bio, dependiendo el cableoperador.

## Historia
En Estados Unidos, History International se renombró a H2 el 26 de septiembre de 2011, enfocando su programación en documentales transmitidos anteriormente en el canal History, antes que dicho canal empezara a transmitir más programas de telerrealidad (como El precio de la historia). El canal fue relanzado posteriormente como Viceland el 29 de febrero de 2016.
El 27 de agosto de 2012, Shaw Media, una subsidiaria de Shaw Communications, relanzó el canal digital The Cave, como una versión canadiense de H2 (renombrado posteriormente a H2).
El 1 de julio de 2014 se lanza la versión latinoamericana del canal, bajo el mandato de A+E Networks Latin America (un joint venture entre A+E Networks y Ole Communications), y distribuido por Ole Distribution.
H2 se lanza en el Reino Unido e Irlanda el 4 de mayo de 2013, reemplazando el canal Military History.
En junio de 2013, A+E Networks lanza una versión del canal en el Sudeste de Asia.
El 28 de octubre de 2014, H2 es lanzado en Polonia.
El 12 de abril de 2015 se lanza en Serbia.
En África y el Medio Oriente, H2 entra al aire en Orbit Showtime Network desde el 1 de febrero de 2016.
El 29 de febrero de 2016 el canal es sustituido en Estados Unidos por Viceland  y renombrado como Vice on TV el 2 de diciembre de 2019.
El 1 de febrero de 2018, el canal se lanza en Croacia, a través de MAXtv, cuyo dueño es Hrvatski Telekom.
El 1 de enero de 2019, H2 cambió el logotipo al igual que el canal hermano History y estrenó su logo en pantalla en 2018.
El 15 de febrero de 2022, History 2 cambió el logotipo al igual que su canal hermano History.

## Logotipos

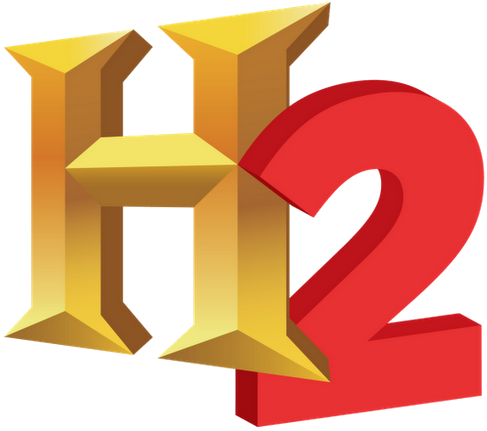
2014-2019
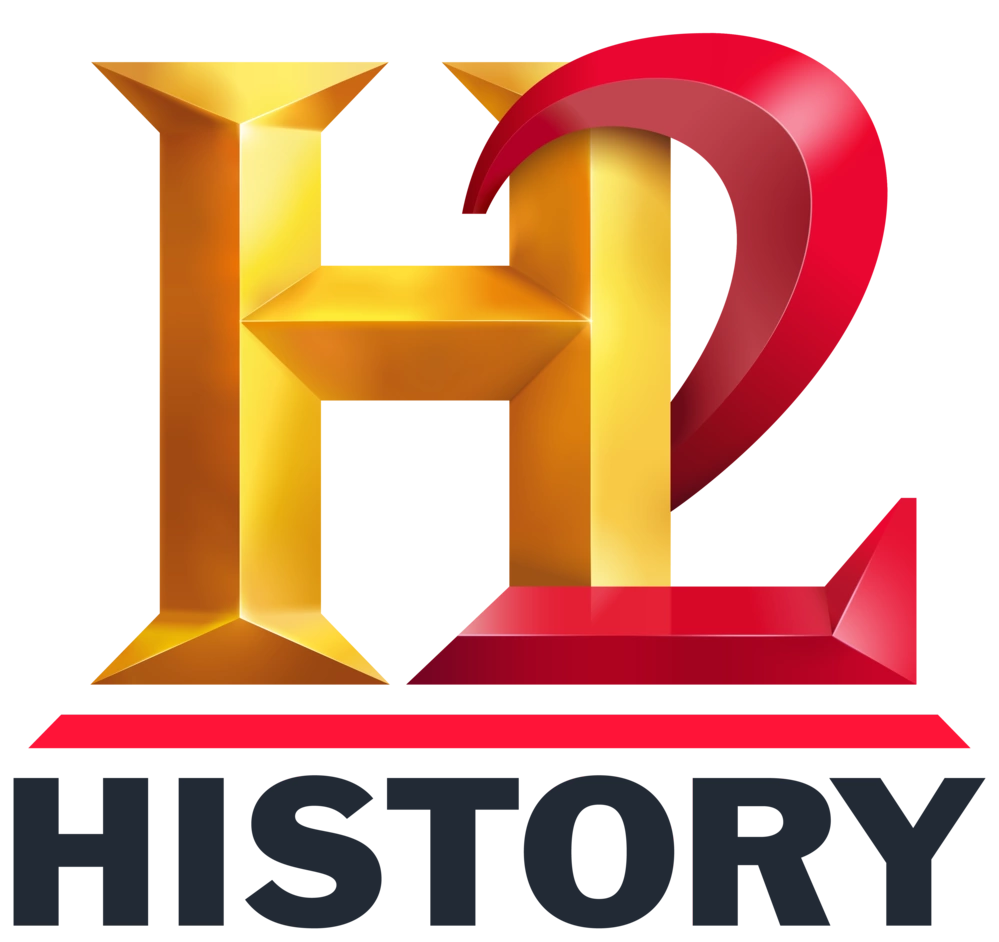
2019-2022
Desde 2022